# فخرفروشی

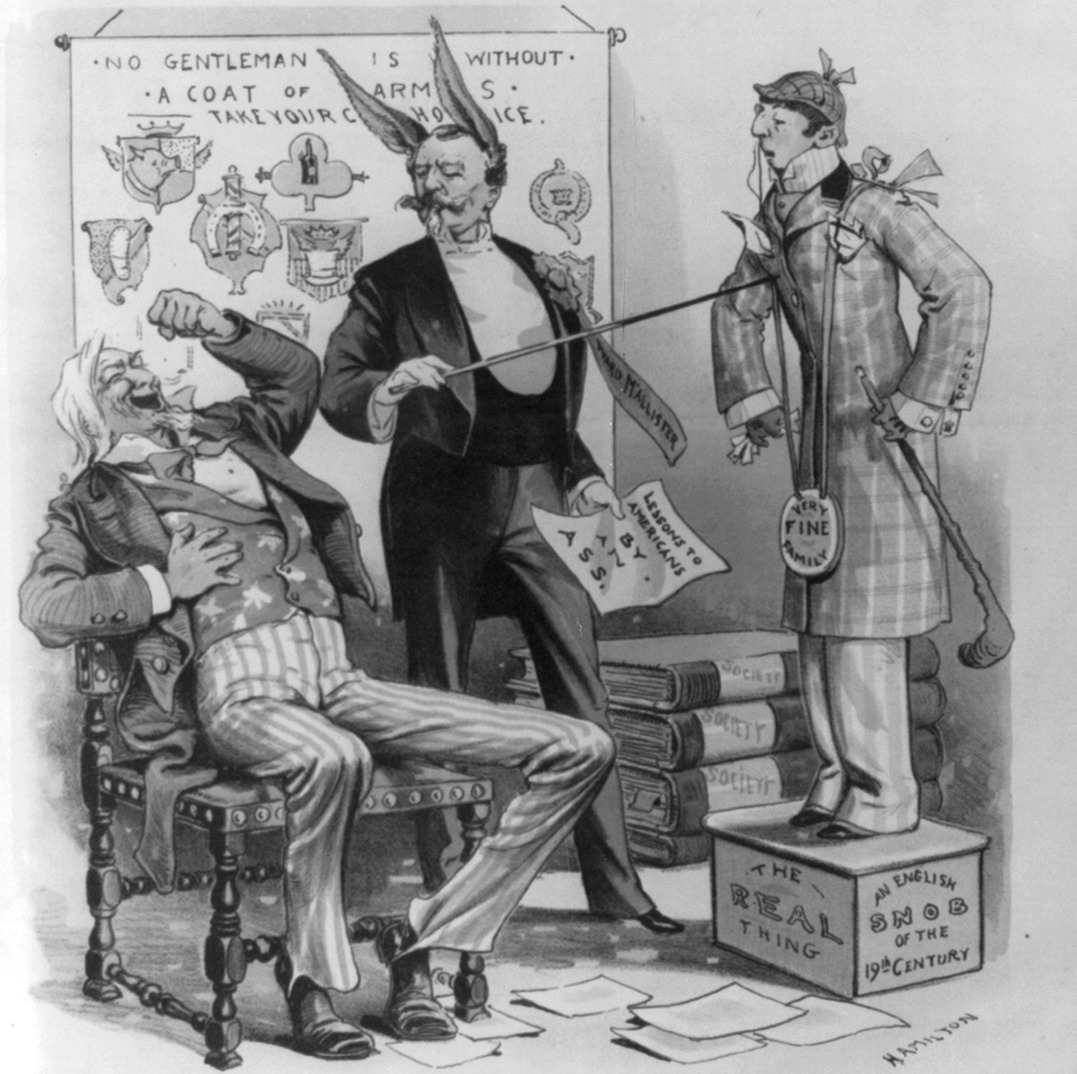
کاریکاتور وکیل دادگستری و متخصص اجتماعی آمریکایی وارد مک‌آلستر (۱۹۰۸-۱۸۵۵) که عمو سام را متوجه «یک اسنوب انگلیسی قرن نوزدهم» می‌کند و می‌گوید که چگونه باید از او تقلید کند یا «شما نجیب‌زاده خواهید شد». عمو سام نیز از ته دل می‌خندد.

فخرفروش یا مُتفَرعِن در اصطلاح به کسی گفته می‌شود که دوست دارد خود را جزء طبقه خاصی مانند اشراف، روشنفکران، مشاهیر یا هر طبقه خاصی جا بزند؛ فرد فخرفروش تلاشی وافر برای حضور در اجتماعات گروه‌های فوق دارد، تا با شرح گردهمایی‌های آن‌ها خود را عضو شاخصی از آن‌ها و فراتر از عامه معرفی کند.
مترادف‌های دیگر این واژه متکبر، پرنخوت، بادسر، پرافاده، گنددماغ و ظاهرپسند است. برابر اروپایی این واژه snob است. ریشه تاریخی واژه snob بدینگونه‌است:
این کلمه در اصل در انگلیسی قرن هجدهم، معنی پینه‌دوز می‌داده‌است، اما از نیمه قرن نوزدهم بواسطه انقلاب صنعتی و تغییر و تحولات سریع در میان طبقات اشراف و شکل‌گیری طبقه متوسط، معنای آن به «طرز فکر کسی اطلاق شد که مردم عامی را تحقیر می‌کند و اهل تفاخر است، مانند تغییری مشابه آنچه در فارسی بر سر کلمه علاف آمد که از اسم یک شغل تبدیل به صفتی برای اشخاص شد.»